# Nica canthara
Nica canthara är en fjärilsart som beskrevs av Doubleday 1949. Nica canthara ingår i släktet Nica och familjen praktfjärilar. Inga underarter finns listade i Catalogue of Life.